# Dominik Baldauf
Dominik Baldauf, né le 23 avril 1992 à Bregenz, est un fondeur autrichien, spécialiste du sprint. 

## Biographie
Formé au club SV Sulzberg-Vorarlberg, Dominik Baldauf fait ses débuts en course FIS en 2008.
Il prend part à sa première manche de Coupe du monde en fin d'année 2014. Il marque ses premiers points en janvier 2015 à Rybinsk (26e). Il est ensuite 19e du sprint classique des Championnats du monde de Falun.
Aux Championnats du monde 2017, il est 18e du sprint libre.
Il atteint sa première demi-finale en Coupe du monde en 2019 au Tour de ski, à Val Müstair pour prendre la huitième place finale du sprint.
Aux Jeux olympiques d'hiver de 2018, il est 35e du sprint classique, 42e du quinze kilomètres libre, 16e du sprint par équipes et 13e du relais. En 2019, lui et Max Hauke sont suspectés de pratique de dopage sanguin interdits et menacés de suspension. Ils sont interdits de compétition pendant quatre ans par l'Agence autrichienne antidopage. En 2020, il reçoit une peine de 5 mois de prison avec sursis pour fraude pour son implication dans ce scandale de dopage.

## Palmarès

### Jeux olympiques d'hiver
| Épreuve / Édition   | Sprint                           | Sprint    | 15 km | 15 km                            | Skiathlon 2 × 15 km | 50 km | Relais | Relais    |
| Épreuve / Édition   | libre                            | classique | libre | classique                        | Skiathlon 2 × 15 km | 50 km | Sprint | 4 × 10 km |
| JO 2018 Pyeongchang | Épreuve inexistante à cette date | DSQ       | DSQ   | Épreuve inexistante à cette date | —                   | —     | DSQ    | DSQ       |

Légende : DSQ = disqualifié pour dopage

### Championnats du monde
| Épreuve / Édition     | Sprint                           | Sprint                           | 15 km                            | 15 km                            | Skiathlon 2 × 15 km | 50 km libre | Relais | Relais    |
| Épreuve / Édition     | libre                            | classique                        | libre                            | classique                        | Skiathlon 2 × 15 km | 50 km libre | Sprint | 4 × 10 km |
| Mondiaux 2015 Falun   | Épreuve inexistante à cette date | 19e                              | 45e                              | Épreuve inexistante à cette date | —                   | —           | —      | —         |
| Mondiaux 2017 Lahti   | DSQ                              | Épreuve inexistante à cette date | Épreuve inexistante à cette date | —                                | —                   | —           | DSQ    | —         |
| Mondiaux 2019 Seefeld | DSQ                              | Épreuve inexistante à cette date | Épreuve inexistante à cette date | —                                | —                   | —           | DSQ    | —         |

Légende :
- : pas d'épreuve
- — : Non disputée par Baldauf

### Coupe du monde
- Meilleur classement général : 77e en 2019.
- Meilleur résultat individuel : 8e.

#### Classements en Coupe du monde
| Année/Classement | Année/Classement | Général | Général | Sprint | Sprint | Distance | Distance |
| ---------------- | ---------------- | ------- | ------- | ------ | ------ | -------- | -------- |
| Année/Classement | Année/Classement | Class.  | Points  | Class. | Points | Class.   | Points   |
| 2015             | 2015             | 119e    | 17      | 66e    | 17     | -        | -        |
| 2016             | 2016             | 114e    | 15      | 74e    | 14     | 97e      | 1        |
| 2017             | 2017             | 123e    | 15      | 63e    | 15     | -        | -        |
| 2018             | 2018             | 84e     | 42      | 41e    | 37     | 93e      | 5        |
| 2019             | 2019             | 77e     | 48      | 42e    | 42     | 92e      | 6        |